# Storero Fabbrica Automobili

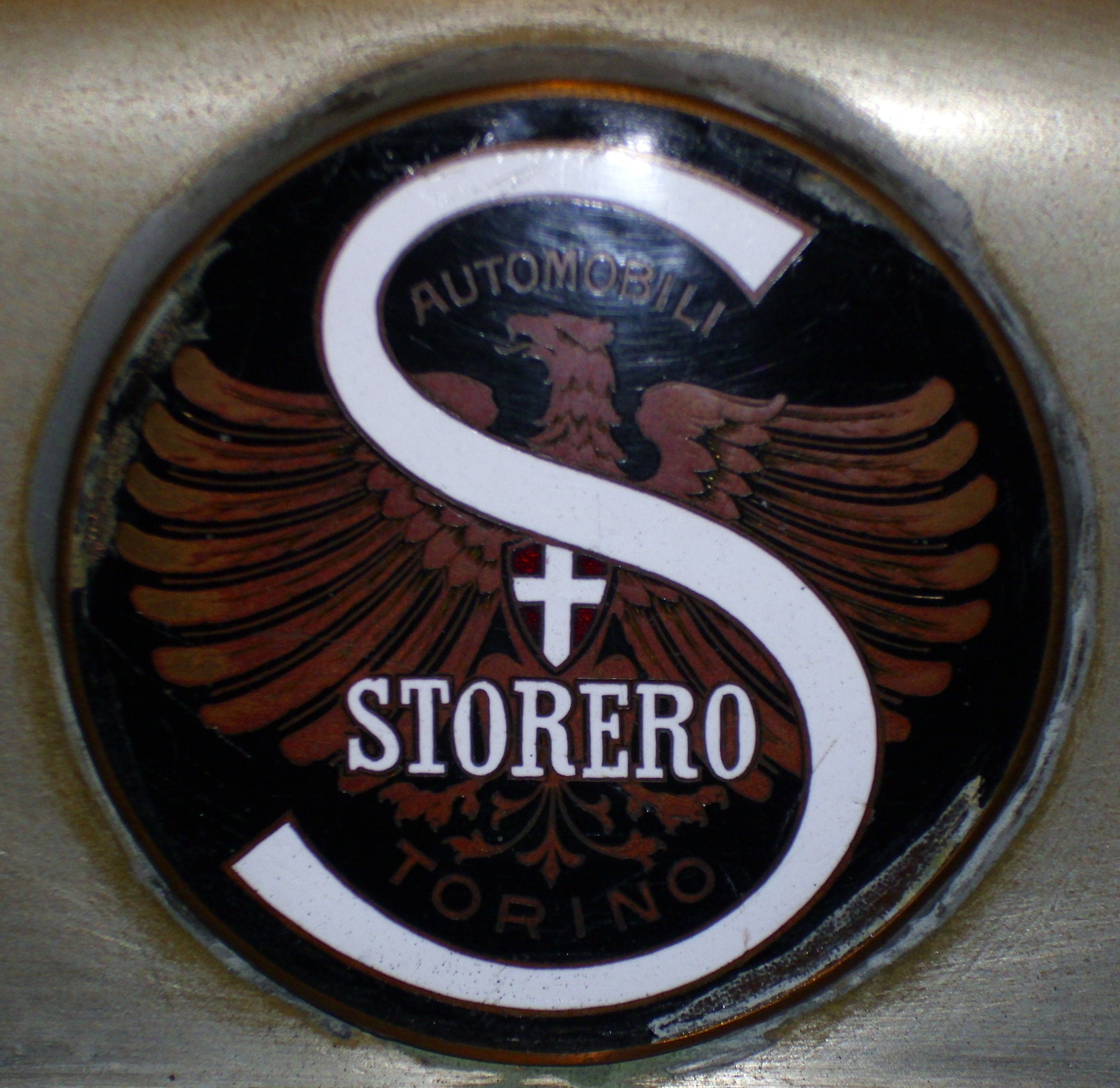
Emblem

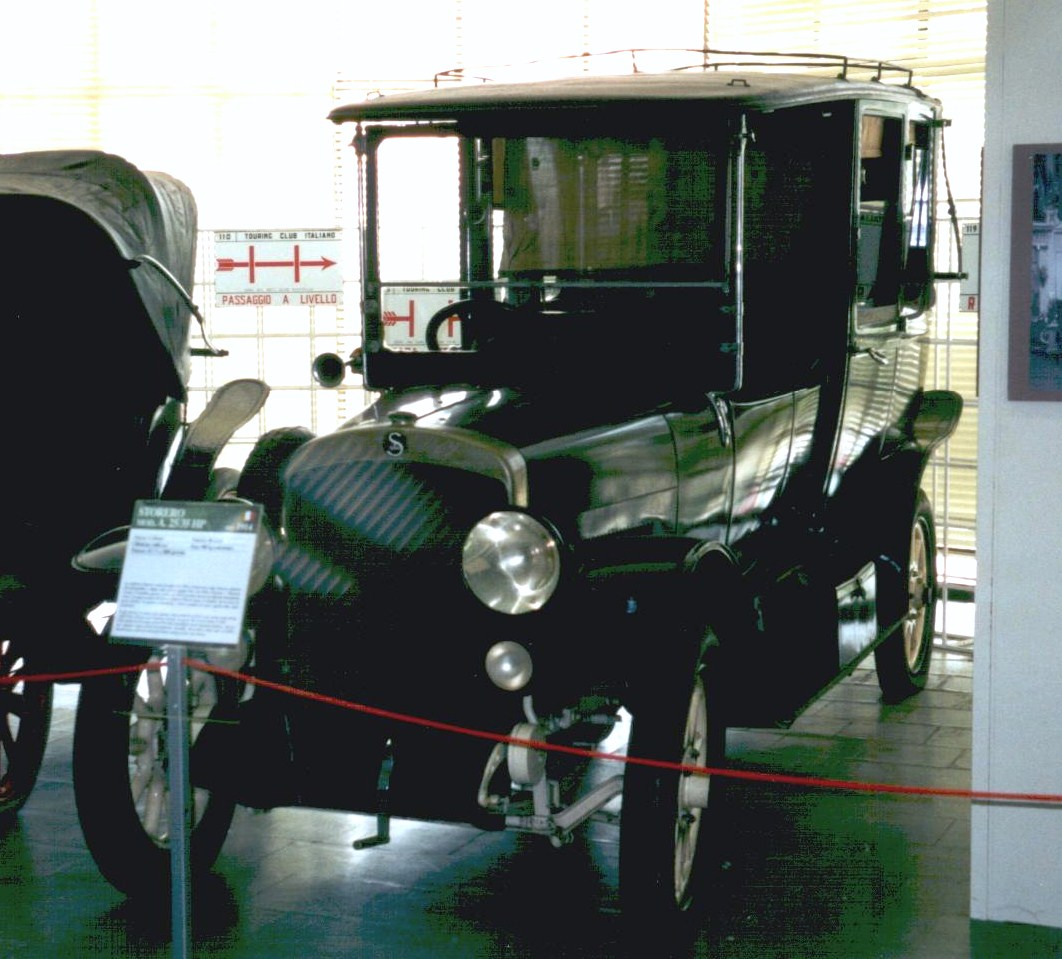
Storero von 1914

Storero Fabbrica Automobili war ein italienischer Hersteller von Automobilen.

## Unternehmensgeschichte
Luigi Storero, der zuvor bei Scacchi & C., Fabbrica Automobili tätig war, gründete 1912 in Turin das Unternehmen Storero Fabbrica Automobili und begann mit der Produktion von Automobilen. 1919 endete die Produktion.

## Fahrzeuge
Das erste Modell war der 20/30 HP mit einem Vierzylindermotor mit 4398 cm³ Hubraum, der 30 PS leistete. Später kam das kleinere Modell 15/20 HP mit Vierzylindermotor und 3308 cm³ Hubraum dazu. Anfangs wurden einige Teile der Officine Meccaniche Beccaria verwendet.
Ein Fahrzeug dieser Marke ist im Museo dell'Automobile Carlo Biscaretti di Ruffia in Turin zu besichtigen.